# 고노헤정
고노헤정(일본어: 五戸町 고노헤마치[*])은 일본 아오모리현 산노헤군의 정이다.
2004년 7월 1일에 구라이시촌을 편입해 새로운 고노헤정이 되었다.

## 지리
산노헤군 북부 내륙에 위치한다. 비탈이 매우 많으며 면적의 반 이상을 삼림이 차지한다.

### 기후
연평균 기온은 9.6도이고 연평균 강수량은 1165mm, 일조시간은 1556시간이다.

### 인접한 자치체
- 하치노헤시
- 도와다시
- 가미키타군 로쿠노헤정, 오이라세정
- 산노헤군 난부정, 신고촌

## 역사
- 1889년 4월 1일 - 정촌제 시행으로 고노헤촌, 아사다촌, 가와우치촌, 구라이시촌이 탄생하였다.
- 1915년 11월 1일 - 고노헤촌이 정으로 승격해 고노헤정이 되었다.
- 1955년 7월 1일 - 고노헤정, 아사다촌, 가와우치촌이 합병해 고노헤정이 되었다.
- 2004년 7월 1일 - 구라이시촌을 편입하였다.

## 교통

### 도로
- 국도 4호선
- 국도 454호선(일본어판)

## 인구
| 연도 | 인구   | ±%     |
| ---- | ------ | ------ |
| 1950 | 27,218 | —      |
| 1960 | 25,610 | −5.9%  |
| 1970 | 24,061 | −6.0%  |
| 1980 | 23,720 | −1.4%  |
| 1990 | 22,525 | −5.0%  |
| 2000 | 21,318 | −5.4%  |
| 2010 | 18,718 | −12.2% |

## 자매 도시
- 대한민국 충청북도 옥천군